# Pseudomiza cruentaria
Pseudomiza cruentaria är en fjärilsart som beskrevs av Moore 1867. Pseudomiza cruentaria ingår i släktet Pseudomiza och familjen mätare. Inga underarter finns listade.